# Pacific Southwest Airlines

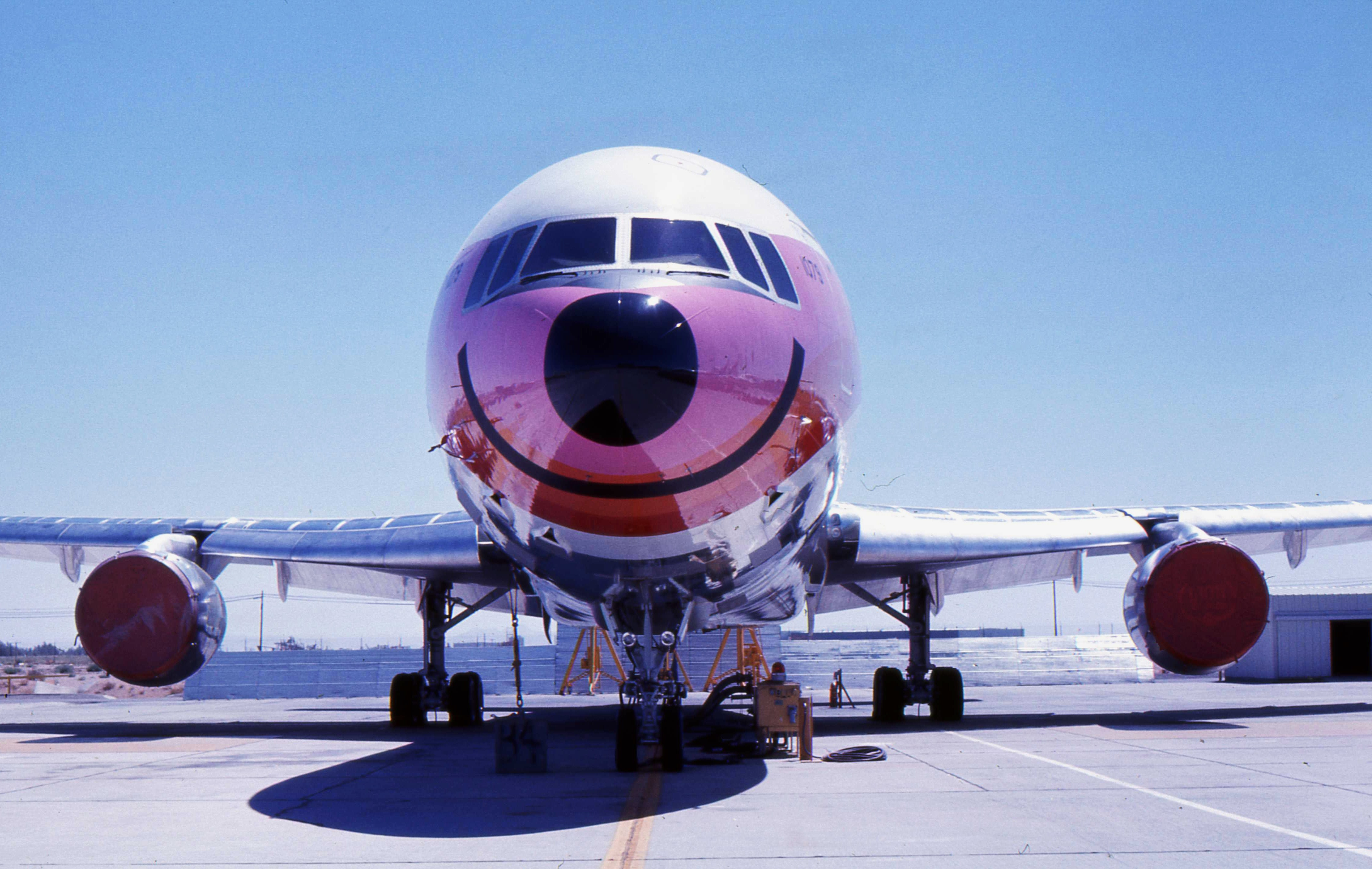
Lockheed L-1011 TriStar com pintura da PSA. Detalhe para o ícone preto em forma de sorriso.

A Pacific Southwest Airlines, chamada muitas vezes pelo acrônimo PSA, foi uma companhia aérea dos Estados Unidos sediada na cidade de San Diego, Califórnia.
A companhia operou de 1949 até 1988 quando fundiu-se com sua empresa mãe, a USAir que havia comprado a PSA em 1987.
Era conhecida pelo seu slogan "The world's friendliest airline" (tradução livre: "A companhia aérea mais amigável do mundo") e por um ícone pintado próximo ao nariz de seus aviões, representando um sorriso.
Um colunista do famoso Los Angeles Times afirmou que a PSA foi a companhia aérea (mas de forma não-oficial) do estado da Califórnia por 40 anos.

## Frota
Lista das aeronaves da PSA antes da integração junto à USAir
| Aeronave                | Total | Passageiros |
| ----------------------- | ----- | ----------- |
| Douglas DC-9-31         | 3     | 107         |
| Douglas DC-9-32         | 1     | 107         |
| BAe 146-200             | 24    | 85          |
| BAe 146-100             | 1     |             |
| McDonnell-Douglas MD-81 | 23    | 150         |
| McDonnell-Douglas MD-82 | 12    | 150         |

## Acidentes e incidentes
- Voo Pacific Southwest Airlines 182